# Język iszkaszmi
Język iszkaszmi (sangliczi-iszkaszmi, iszkaszymski) – język pamirski, którym mówią mieszkańcy okolic wsi Iszkaszym w północno-wschodnim Afganistanie.

## Dialekty
Niektórzy językoznawcy uważają je za oddzielne języki:
- iszkaszmi właściwy
- zebaki (zebacki)
- sangliczi (sangleczi)